# Maternidad Santa Ana
La Maternidad Santa Ana es el nombre que recibe un hospital público que depende del instituto venezolano de los seguros sociales (IVSS) y que se localiza en la Parroquia San Bernardino del Municipio Libertador en el Distrito Capital al oeste de Caracas y al centro norte de Venezuela.
La institución tiene importancia en la parte central del país pues atiende el 75% de los casos de parto de la red hospitalaria del instituto venezolano de los seguros sociales en la región.